# Teatro Guimerá (Tranvía de Tenerife)
Teatro Guimerá es una parada de la línea 1 del Tranvía de Tenerife. Está situada en la Avda. Ángel Guimerá, muy cerca del Teatro Guimerá del cual toma su nombre. Se inauguró el 2 de junio de 2007, junto con todas las de la línea 1.

## Accesos
- Avda. Angel Guimerá, pares
- Avda. Angel Guimerá, impares

## Líneas y conexiones

### Tranvía
| Línea | Origen         | Destino  |
| ----- | -------------- | -------- |
|       | Intercambiador | Trinidad |

## Lugares próximos de interés
- Teatro Guimerá
- Centro de Arte La Recova
- Calle del Castillo
- Parlamento de Canarias
- Plaza del Príncipe de Asturias
- Aparcamiento Ramón y Cajal

## Galería
- Datos: Q2840097
- Multimedia: Teatro Guimerá (Tranvía de Tenerife) / Q2840097